# Timàrquides
|  | No s'ha de confondre amb Timàquides. |

Timàrquides (en llatí Timarchides, en grec antic Τιμαρχίδης) fou un escultor grec nascut a Atenes. Era fill de Policles el Jove, també escultor, i germà de Timocles d'Atenes. Hi ha confusió en la seva genealogia segons les fonts, i alguns autors el fan fill de Policles el Vell.
Plini el Vell diu que va ser l'autor d'una estàtua d'Apol·lo tocant la lira, que es trobava al temple que el déu tenia al conjunt d'edificis que formaven el Pòrtic d'Octàvia. Va col·laborar també en altres obres juntament amb seu pare Policles i el seu germà Timocles, però el text original presenta dubtes. Pausànias diu que amb Policles va fer una estàtua d'Asclepi que es trobava a Elateia, i amb Timocles una estàtua d'Atena. Va treballar principalment el marbre, però potser també altres materials. La seva època es pot situar a la segona meitat del segle ii aC, i a la primera meitat del I aC.